# フルミネンセFC
フルミネンセFC（ポルトガル語: Fluminense Football Club, ブラジルポルトガル語発音: [flumiˈnẽsi futʃiˈbɔw ˈklubi]）は、ブラジル・リオデジャネイロ州リオデジャネイロを本拠地とするサッカークラブである。
ブラジル国内にはフルミネンセと名乗るクラブが数多くあるが、実績と知名度からリオデジャネイロを本拠地とするこのクラブを指すことが多い。他の同名クラブは、フルミネンセの後に州名を付けることで区別している。

## 歴史

### クラブ創設

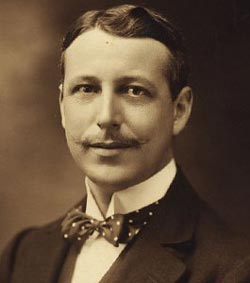
創設者のオスカル・コックス

1902年7月21日、イギリス領事代理のエクアドル駐在員の息子であったオスカル・コックスによって創設された。コックスはサッカーをブラジルに普及させた功労者の一人で、イギリスへの旅行のたびに新しいボールやスポーツ用品を持ち帰った。また、彼は選手としても活躍し、1906年のカンピオナート・カリオカで優勝を経験した。クラブは設立当初、灰色と白をチームカラーとしていたが、この頃にはフルミネンセのチームカラーはすでに緑・白・臙脂色になっていた。これはオリジナルの灰色の布地を入手するのが困難だったためであり、1904年に変更が承認されてから現在までこのトリコロール（3色）が使われている。
1911年、クラブ内部で意見の相違があり、フルミネンセに所属していたAlberto Borgerthがすでにレガッタのクラブとして活躍していたCRフラメンゴに移り、そこで新たにフットボール部門を作ることを提案。このアイデアは承認され、フラメンゴに陸上スポーツ部が誕生した。

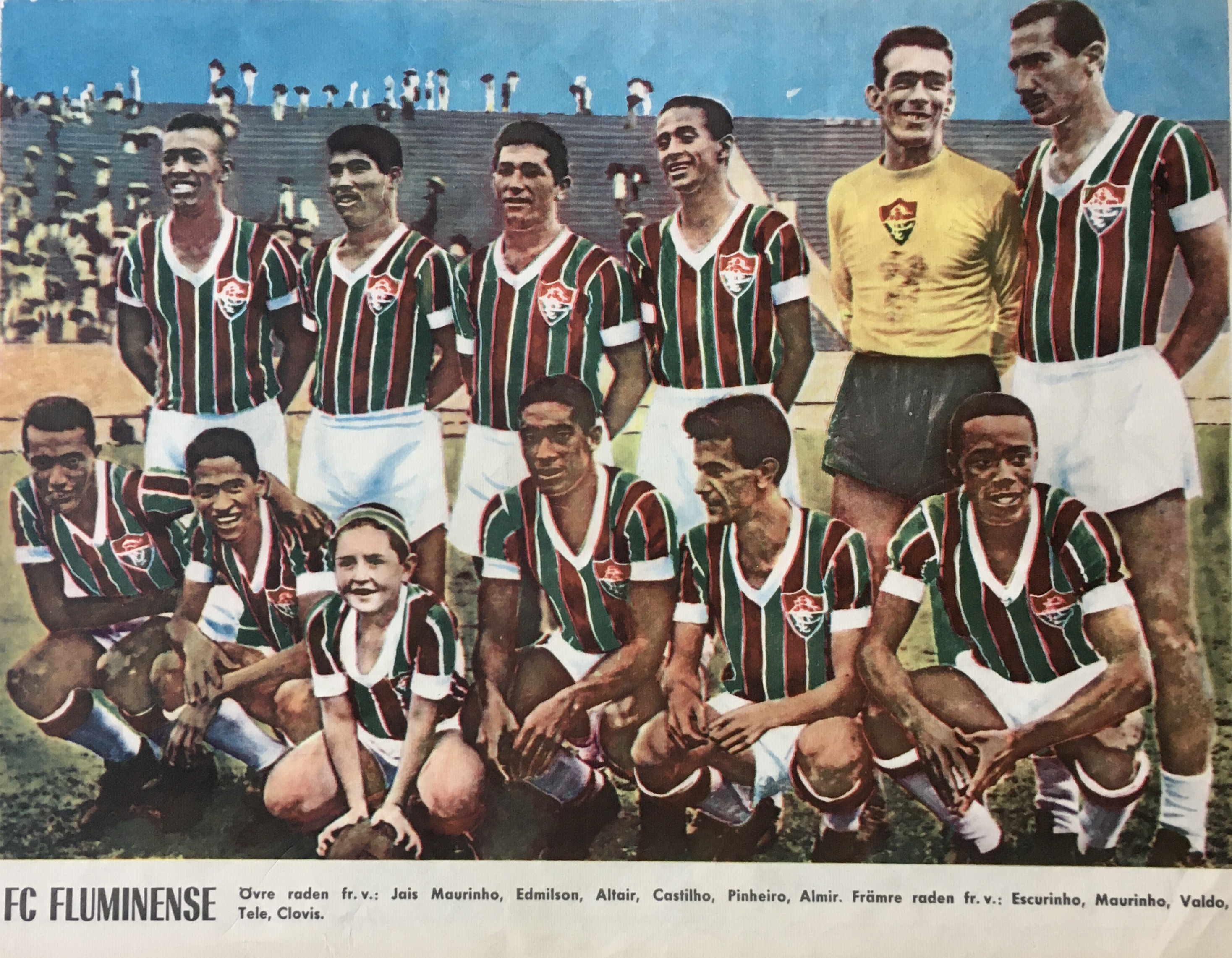
1960年のフルミネンセの集合写真

1930 FIFAワールドカップでフルミネンセの象徴的な選手プレギーニョがブラジル代表にとってのW杯最初のゴールを挙げた。1949年にフルミネンセは国際オリンピック委員会（IOC）からオリンピック競技への貢献を称えられ、「スポーツのノーベル賞」と称されるオリンピックカップが授与された。1950年代と60年代には2度、リオ・サンパウロのトルネイオで優勝した。1960年代から70年代にかけては、ロベルト・リベリーノのようなアイコンが台頭してチームを牽引。1971年の全国リーグでは残り3節の時点でボタフォゴFRが2位に勝ち点4ポイント差をつけて首位に立っていたが、フルミネンセは最終節のボタフォゴ戦を含む残り3試合全てに勝利しリーグ優勝を達成。1980年代には、1983年から1985年にかけての州リーグ3連覇、1984年のセリエA優勝など、数々のトロフィーを獲得した。

### ちゃぶ台返しとセリエC降格
1996年、フルミネンセはセリエAで24チーム中23位となりセリエB降格になるはずだった。しかし、新シーズンが開始される目前の1997年5月7日、突然「Ives Mendes事件」として知られる審判買収計画の録音テープが告発された。この事件は当時のブラジル全国審判委員会会長のメンデスが翌年の連邦議員選挙出馬のための資金提供をクラブ関係者に求め、その見返りに試合の結果を有利にする審判を起用するなどの便宜を図るものだった。録音テープにはメンデスとアトレチコ-PRなどの複数のクラブ幹部との会話が含まれ、メンデスとアトレチコ-PRの当時の会長だったマリオ・セルソ・ペトラリア氏はブラジル高等スポーツ裁判所（STJD）によってサッカー界から追放され、アトレチコ-PRは国内のいかなる大会にも360日間参加禁止の処分が課された。これにより最下位のブラガンチーノと共にセリエBに降格するはずだったフルミネンセはアトレチコ-PRの枠を引き継ぐと思われたが、実際にはそうはならなかった。ブラジルサッカー連盟（CBF）理事会はブラジルサッカー規律法典（CBDF）207条により、既に大会に登録されているチームには出場義務があるとした。そしてこの規約上の抜け道を利用して理事会はアトレチコ-PRに条件付きで1997年シーズンの参加を認めた。同時に、1部リーグ残留がほぼ確定していたフルミネンセからの反発を避けるために、CBFは「リーグ成績低迷による降格」という自らの規約を事実上無視してブラガンチーノと共に1997年シーズンも1部リーグに参加させた。CBFのこの決定は「ちゃぶ台返し(Virada de mesa)」と呼ばれ大きな波紋を呼んだ。サンパウロ州の主要クラブらはCBFを非難する声明を発表し、当時のスポーツ大臣でサッカーの王様ペレはCBFを痛罵した。
ブラジル国民として恥ずかしい。ブラジルはワールドカップで4回も優勝しているのに、海外からはこのような管理者の失態についてばかり質問される。CBFは国民を無視して自分らにとって都合のいい決定を下した。ピッチ外のサッカーでは恥ずかしい。
なお、この一連のスキャンダルについては、メンデスが刑事事件として問われなかったこともあり、詳細は現在も完全には明らかにされていない。そしてフルミネンセも世紀のちゃぶ台返しによってトップリーグでの猶予を得たが、この”延命措置”は1年しか保たなかった。1997年大会では再び下から2番目の25位に終わってセリエB降格。翌年の1998年大会もセリエCに2期連続で降格した。

### リベルタドーレス復帰と奇跡の残留
2007年、フルミネンセはコパ・ド・ブラジルで優勝し、1985年以来23年ぶりとなるコパ・リベルタドーレス出場の切符を手にした。セリエAではこの年に加入したチアゴ・ネーヴィスがリーグ年間最優秀選手賞に相当するボーラ・ジ・オーロを獲得し、チームも4位でシーズンを終えた。

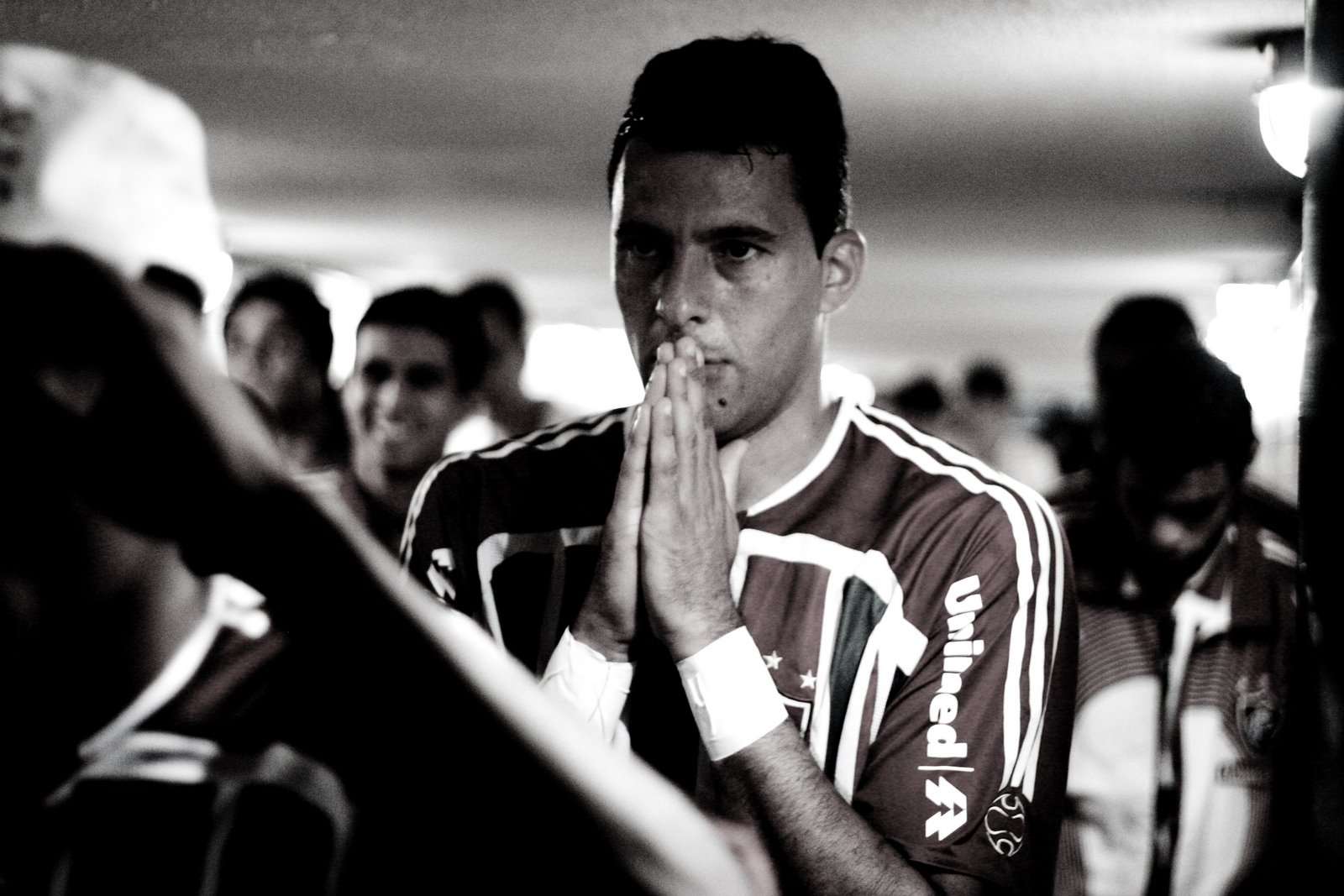
リベルタドーレス決勝直前のワシントン

2008年は好不調の波が激しいシーズンだった。23年ぶりのリベルタ杯となったコパ・リベルタドーレス2008ではグループステージを首位で突破。GSで獲得した勝ち点13（4勝1分1敗）という成績は、この年に出場した32チーム中最多タイ（もう1チームはライバルのCRフラメンゴ）だった。その後のノックアウトステージでもコロンビアのアトレティコ・ナシオナル、同郷のサンパウロ、そして前回大会王者のボカ・ジュニアーズを破って決勝に進出。決勝戦の相手はGSでも対戦したエクアドルのLDUキトだった。1stレグは2-4で敗れたが、2ndレグでチアゴ・ネーヴィスのハットトリックの活躍もあり3-1で終え、合計5-5まで追いついた。無得点の延長戦の末に迎えたPK戦では、キトのGKホセ・セバージョスに4本中3本のPKセーブに遭い1-3で終えて準優勝で幕を閉じた。一方、この年の全国リーグでは14位だった。ワシントンは21ゴールを挙げて得点王になる活躍を魅せていたが、14位という順位は降格圏まで1ポイント差しかなく瀬戸際での残留だった。
翌年3月にフランスのオリンピック・マルセイユと契約を解除したFWフレッジを獲得するも、フルミネンセはリーグ戦で苦戦してほとんどの時間を降格圏内に位置するシーズンを過ごした。24節終了時点で得た勝ち点は18（3勝9分12敗）で最下位に位置しており、この時点で数学者が導き出した降格確率は約99%と言われ降格は必至だった。この不利なシナリオにもかかわらず、スタンドからの応援は止まなかった。そのシーズンでは「Lutem até o fim（最後まで戦え）」と書かれた横断幕が掲げられ、現在でも歌われる「Time de Guerreiros（戦士のチーム）」というチャントでチームを鼓舞した。途中に行われたコパ・スダメリカーナ2009では決勝まで勝ち進むも、前年のリベルタドーレス決勝で敗れたキトに1stレグで1-5の大敗を喫したがチームは諦めなかった。大敗からわずか数日後に行われた37節ヴィトーリア戦ではフレッジやダリオ・コンカなどが決定的なゴールを決めて4-0で勝利し降格圏を脱出した。つづくスダメリカーナ決勝2ndレグは3-0で勝利したものの、合計スコア4-5で敗れた。それでも、マラカナンに集まったサポーター達は選手に拍手を送り、キトの選手らも残留を賭けたリーグ最終節での幸運をフルミネンセに祈った。そして、最終節のコリチーバとの引き分け（1-1）を経て奇跡のセリエA残留に成功。リーグ戦ラスト11試合で無敗を記録したこの降格圏脱出劇は「フルミネンセの奇跡 (Milagre do Fluminense)」や「トリコロールの奇跡 (Milagre Tricolor)と称され、クラブの歴史に残る偉業となった。
もしブラジレイロで降格していたら、（コパ・スダメリカーナでの）タイトルにはそれほど満足していなかっただろう。むしろフルミネンセを降格から救い、スダメリカーナで準優勝していたほうがよかったよ。—クカ

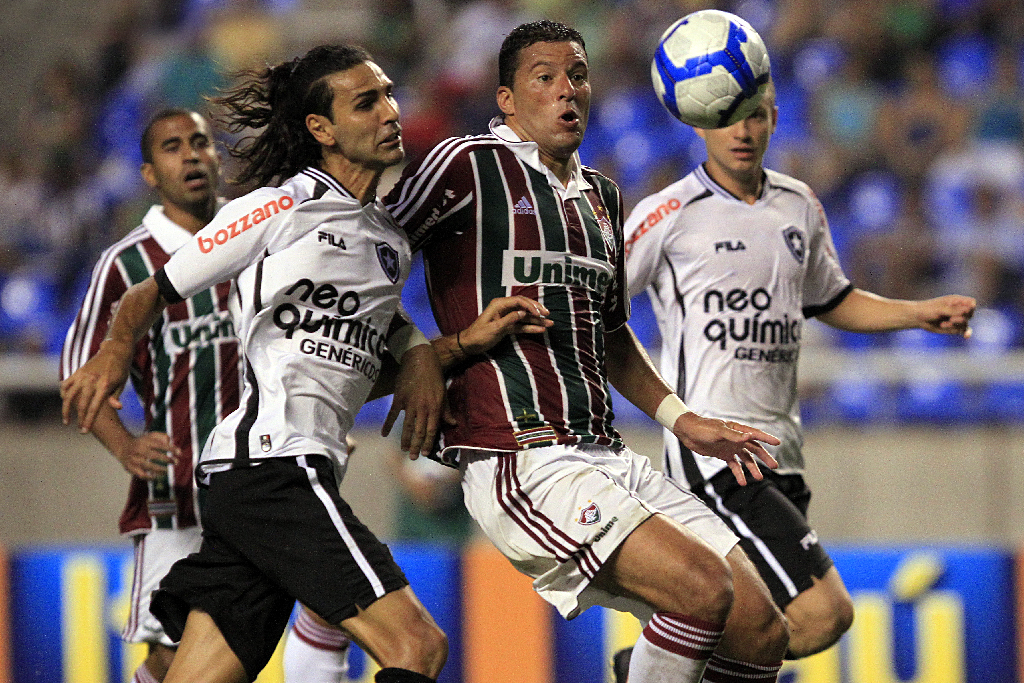
ボタフォゴとのダービーマッチの様子（2010年10月）

2010年はクカに代わってムリシ・ラマーリョが監督に就任。彼の初陣であるコパ・ド・ブラジル準々決勝グレミオ戦は1stレグ（2-3）と2ndレグ（0-2）ともに黒星だったが、結果的にこれはポジティブな影響をチームに与えた。ブラジル杯から脱落したことでリーグ戦1つに集中できたからだ。デコやフレッジは怪我による欠場も度々あったが、ワシントンやコンカに加えて、右サイドでプレーするマリアーノが上手く機能したことで彼らを中心に勝利を重ねた。そして15試合無敗を含む20勝11分7敗の成績でフルミネンセは1984年以来（26年ぶり）のセリエA優勝を果たした。コンカはセリエA全試合に出場してチーム最多の9ゴールをマーク。このシーズンのリーグ年間最優秀選手にも選ばれた。
優勝の翌年、クラブはGKのジエゴ・カバリエリとMFのエジーニョを獲得してスカッドを補強し、サポーターはコパ・リベルタドーレス2011での好成績を期待したがラマーリョが契約を解除してクラブを去った。クラブの設備投資が満足の出来るものではなかったからである。ラマーリョが監督を辞したことでリベルタドーレスでは厳しいものになった。グループステージを2勝2分2敗で終え、ウルグアイのナシオナルと勝ち点、得失点差で並んだが総得点数で上回ったためクラブ・アメリカに次ぐ2位で通過した。けれども決勝トーナメント初戦でパラグアイのクラブ・リベルタに敗れて期待されていた結果には届かなかった。クラブはラマーリョの後任にアベウ・ブラガの招聘に動いた。彼はアル・ジャジーラとの契約が残っていたためフルミネンセに到着するまで87日を要し、その間はエデルソン・モレイラがチームを指揮して12試合で7勝2分3敗とまずまずの成績で引き継いだ。ブラガが到着すると、フルミネンセは再び良いプレーを取り戻したがタイトル獲得までには届かなかった。リーグ戦で20勝3分け15敗の成績で3位に終わり、38試合で60得点（リーグ最多得点）51失点を記録。守備の堅実さは失われ、6月にコンカが中国に移籍したがマリアーノ、デコ、そして絶好調のフレッジがチームを支えた。特にフレッジはキャプテンとしてチーム内で最多得点となる22ゴール（リーグ全体では2位）を挙げてキャリア通算200ゴールを達成し、グレミオ戦（5-4）では4度もゴールネットを揺らした。
シーズン終了後、クラブ首脳陣はブラガ監督を続投させ、2012年シーズンに向けてチームの基盤を維持しつつ守備陣を強化することでタイトル争いに挑む準備を整えた。ブラジレイロ・セリエAで注目を集めた若手のウェリントン・ネン、複数の守備的なポジションが出来るユーティリティプレイヤーのジェアン、右サイドバックのブルーノ、そしてミッドフィルダーのチアゴ・ネーヴィスがアル・ヒラルから復帰した。チームは2005年以来のカンピオナート・カリオカ優勝を果たして良い雰囲気でコパ・リベルタドーレス2012を迎えた。グループステージを首位で突破したフルミネンセにサポーターらは2008年のような期待を持った。ラウンド16ではインテルナシオナルに2戦合計2-1で競り勝って準々決勝に進出した。準々決勝ではグループステージでも同組だったボカ・ジュニアーズと対戦。ラ・ボンボネーラでの1stレグは0-1で敗れ、2ndレグでは後半90分まで1-0のリードを得ていた。けれども、アディショナルタイムにサンティアゴ・シルヴァのゴールを許し準々決勝敗退が決まった。残された2012 カンピオナート・ブラジレイロ・セリエAでは好調だった。開幕から11試合無敗を記録し、ブラガはフレッジを含む複数の選手がブラジル代表に召集されることを加味して選手をローテーションした。その結果フルミネンセはリーグ最少の33失点でリーグ優勝し、20ゴールを挙げたフレッジは得点王を獲得した。

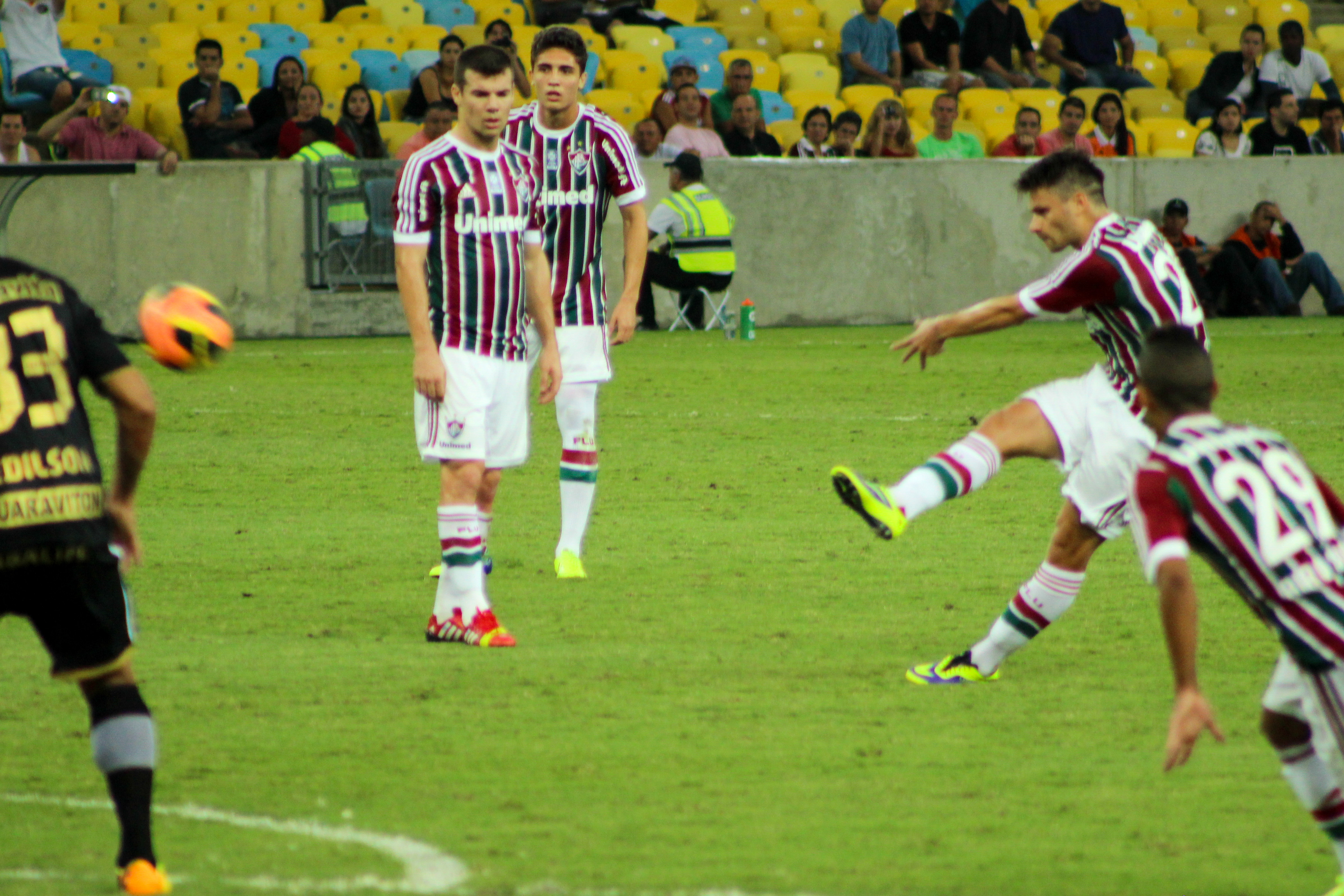
ボタフォゴとの試合の様子（2013年）

2013年のカンピオナート・ブラジレイロ・セリエAではセリエBに自動降格となる17位（勝ち点46）で全ての試合を終えた。けれども、14位のフラメンゴ（勝ち点49）と15位のポルトゥゲーザ（勝ち点48）の2チームに規則違反の疑いが発覚し、STJDで裁判にかけられる事態に発展。両チームには勝ち点4が剥奪される処分が下り、フルミネンセは15位に順位が繰り上げされたため一転してセリエA残留に成功した。

### ディニズモによる悲願のリベルタ杯優勝
2023年までにフルミネンセはカンピオナート・ブラジレイロ・セリエA優勝4回（1970年、1984年、2010年、2012年）、コパ・ド・ブラジル1回（2007年）など国内タイトルは得ていたが、未だ主要な国際大会での優勝は未経験だった。フルミネンセは年明けに2016年以来最大の移籍市場での投資を行うと同時に、ボランチのアンドレには海外クラブからのオファーがあったがリベルタドーレス制覇のためクラブに残るよう説得した。2月、レアル・マドリードで多くのタイトルを獲得した経験豊富な左サイドバックのマルセロがフルミネンセに復帰し、3月にはアンドレがフルミネンセから5年ぶりとなるブラジル代表選手となった。カンピオナート・カリオカでは決勝まで進むも1stレグでライバルのフラメンゴに0-2で敗れ、過去に覆されたことのない不利な状況に追い込まれた。けれども、翌週末の2ndレグではマラカナンで4-1で完勝し、州リーグ連覇を達成した。その間、コパ・リベルタドーレス2023のグループステージ初戦が行われ、フルミネンセはペルーのスポルティング・クリスタルに勝利した。この試合はマルセロの再デビュー戦でもあり、彼は決勝点となった2点目のゴールに貢献。この時点でフルミネンセは国際的なメディアから大会の優勝候補と見なされた。さらに5月2日にはリーベル・プレートに5-1の大勝を収め、ハットトリックを決めたアルゼンチン人FWのヘルマン・カノは評価10点を獲得。また、GKのファビオはロジェリオ・セニと並んでリベルタドーレス最多出場記録（当時）を持つブラジル人選手になった。しかし、DFのヴィトール・メンデスがジュベントゥージでプレーしていた2022年に他の複数の選手とともに八百長に関与していたことが発覚。彼が検察から正式に起訴されることはなかったがクラブはチームから外したのち、数ヶ月後に契約解除を決断した。コパ・ド・ブラジルでもフラメンゴに敗れラウンド16で敗退。追い討ちをかけるようにリベルタ杯でもリーベル・プレートに0-2で敗れてグループステージ突破が危ぶまれた。6月末、ベスト16進出には引き分け以上の結果が必要な状況下でグループステージ最終節のスポルティング・クリスタル戦を1-1の引き分けでかろうじてグループ首位を確保したが、数日後のサンパウロ戦では終始守備的なプレーで攻撃側に回ることはほとんど出来ず、最悪のパフォーマンスと批判された。そしてリベルタ杯準々決勝でフェルナンド・ディニス監督はミッドフィールダーを1人減らす4-2-4のフォーメーションを採用する大胆な決断をし、リーグ戦では選手をローテーションさせてリベルタドーレスのタイトル獲得に焦点を絞った。そして準決勝のインテルナシオナル戦でフルミネンセは先制点を挙げたものの、2度追いつかれて2ndレグのエスタジオ・ベイラ＝リオで全てが決まる状況となった。けれども試合はフルミネンセにとって厳しい幕開けとなり、序盤に1点を失った。その後得点は動かぬまま後半36分、ジョン・ケネディがカノの見事なパスを受けて同点ゴールを決め、さらにその6分後にヘルマン・カノが逆転ゴールを挙げてフルミネンセは劇的な展開でリベルタドーレス決勝への切符を手にした。

リベルタドーレス決勝のスターティングメンバー

決勝戦の相手は前季のアルゼンチンリーグで優勝したボカ・ジュニアーズだった。フルミネンセは「Dinizismo」の象徴ともいえるプレーで先制点を得ることに成功するも、後半からはボカが反撃を強め同点弾を許した。試合は延長戦に突入し、ボカはこれまでのノックアウトステージを全てPK戦の末に勝ち進んできたため、スタジアムの興奮は最高潮に達した。しかし、ケノが再びチャンスを作ってヘディングでケネディにつなぐと、彼がゴールを決めて2-1に。フルミネンセは悲願のコパ・リベルタドーレス初優勝を果たした。FIFAクラブワールドカップ2023では準決勝でアフリカ王者のアル・アハリを2-0で破った。決勝ではヨーロッパ王者であり、ポジショナルプレーの代表例であるジョゼップ・グアルディオラ監督率いるマンチェスター・シティと対戦した。けれどもフルミネンセは欧州王者に0-4で敗れて準優勝に終わった 。
2024年のフルミネンセは前年とは対照的なものだった。州リーグではクラブワールドカップに参加できなかった多くのユース選手で挑み、準決勝でフラメンゴに敗れた。全国リーグでは6連敗を喫し、ディニスも解任。リーグ戦の半分を折り返そうという段階でチームは勝ち点6しか獲得できておらず最下位に位置していた。この危機的な状況でマノ・メネーゼスが監督の座に就き、チアゴ・シウバが16年ぶりに復帰した。新監督とブラジル代表の元キャプテンの復帰とともに、チームは降格圏からの脱出を始めた。18歳のカウアン・エリアスも活躍し、13位でシーズンを終えて再び奇跡の残留を果たした。

## ライバル

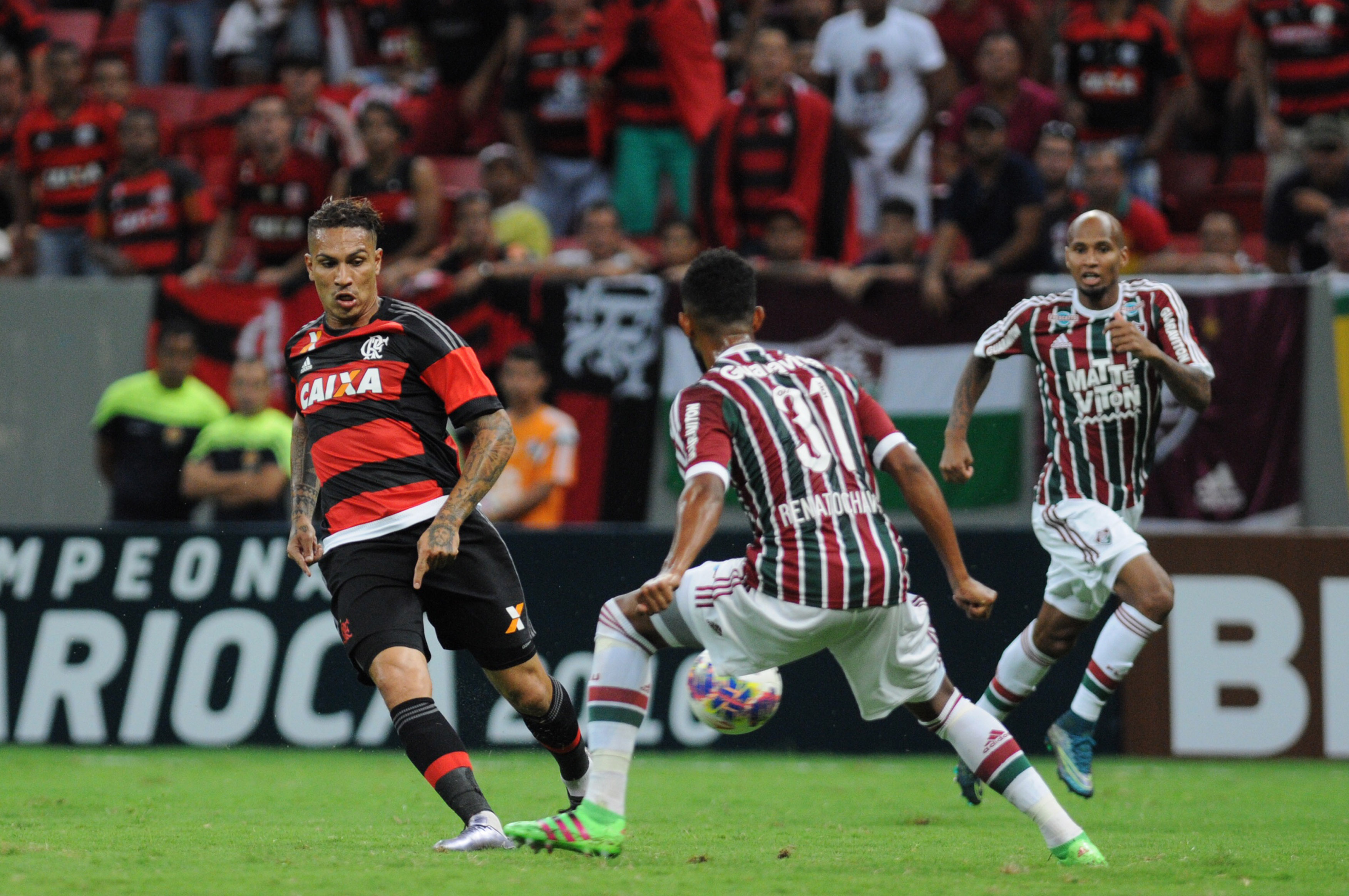
2016年2月に行われたフラ・フル

同じリオデジャネイロを本拠地とするCRフラメンゴ、ボタフォゴFR、CRヴァスコ・ダ・ガマはフルミネンセと共にリオのBIG4と呼ばれており、これらのチームとの対戦はクラシコと呼ばれる。
特にフラメンゴとのダービーマッチはフラ・フル (Fla-Flu) またはフル・フラ (Flu-Fla)と呼ばれ、ブラジル最大のダービーと認識されるこの試合は1963年のリオデジャネイロ州選手権で194,603人の大観衆を記録。2012年にはリオデジャネイロ市の無形遺産に認められた。

## スタジアム

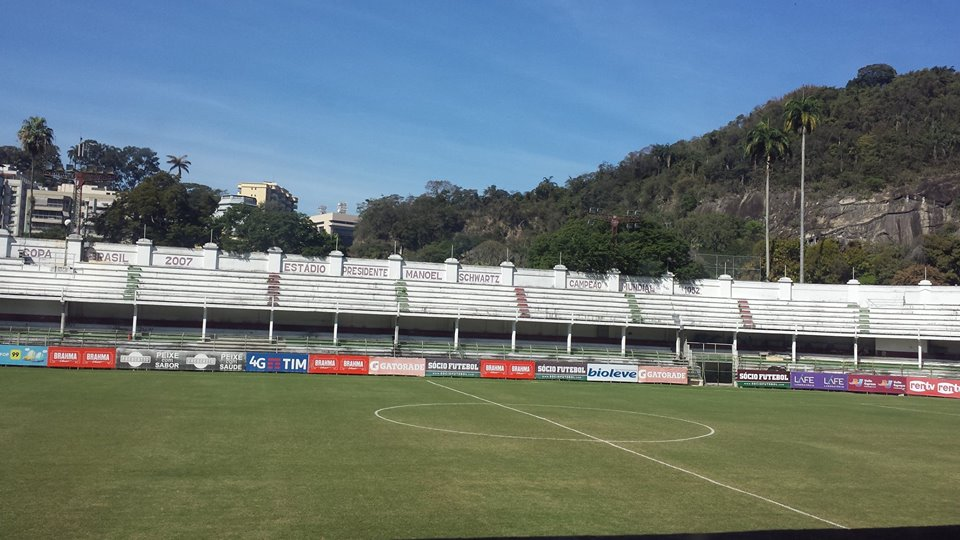
エスタディオ・マノエル・シュワルツ

フルミネンセはラテンアメリカ初のコンクリートスタジアムであるエスタジオ・マノエル・シュワルツを建設した。このスタジアムは南米選手権（現在のコパ・アメリカ）やラテンアメリカ競技大会（現在のパンアメリカン競技大会）の会場となり、ブラジル代表チームが初めて主要タイトルを獲得した場所でもある。また、フルミネンセはラランジェイラス本部とホームゲームを開催するエスタジオ・ド・マラカナンに加え、2つのトレーニングセンターを所有している。ドゥケ・デ・カシアスにあるトレーニングセンターはユースチームと女子サッカーチームに特化しており、バーハ・ダ・チジュカのセンターは主にプロサッカーチームのための施設である。

## タイトル

### 国内タイトル

#### 全国大会
- カンピオナート・ブラジレイロ・セリエA : 4回
  - 1970, 1984, 2010, 2012
- カンピオナート・ブラジレイロ・セリエC : 1回
  - 1999
- コパ・ド・ブラジル : 1回
  - 2007

#### 州間大会
- トルネイオ・リオ＝サンパウロ（ポルトガル語版） : 3回
  - 1940, 1957, 1960
- プリメイラ・リーガ・ド・ブラジル（ポルトガル語版） : 1回
  - 2016

#### 州大会
- カンピオナート・カリオカ : 33回
  - 1906, 1907, 1908, 1909, 1911, 1917, 1918, 1919, 1924, 1936, 
1937, 1938, 1940, 1941, 1946, 1951, 1959, 1964, 1969, 1971, 
1973, 1975, 1976, 1980, 1983, 1984, 1985, 1995, 2002, 2005,
2012, 2022, 2023
- タッサ・リオ : 4回
  - 1990, 2005, 2018, 2020
- タッサ・グアナバラ : 12回
  - 1966, 1969, 1971, 1975, 1983, 1985, 1991, 1993, 2012, 2017, 
2022, 2023
- コパ・リオ（ポルトガル語版） : 1回
  - 1998
- トルネイオ・イニシオ・ド・カンピオナート・カリオカ（ポルトガル語版） : 9回
  - 1916, 1924, 1925, 1940, 1941, 1943, 1954, 1956, 1965

### 国際タイトル
- コパ・リベルタドーレス : 1回
  - 2023
- レコパ・スダメリカーナ : 1回
  - 2024
- コパ・リオ・インターコンチネルタル（ポルトガル語版） : 1回
  - 1952

### 名誉タイトル
- タッサ・オリンピカ（ポルトガル語版） : 1回
  - 1949

## 過去の成績
| 優勝 | 準優勝 | 上位リーグ昇格 | 下位リーグ降格 |
| シーズン | 全国リーグ     | 全国リーグ | 全国リーグ | 全国リーグ | 全国リーグ | 全国リーグ | 全国リーグ | 全国リーグ | 全国リーグ | 全国リーグ | カップ戦      | 国際大会                                                  | 国際大会            | その他                                                                           | その他                          |
| シーズン | ディヴィジョン | 順位       | 勝点       | 試         | 勝         | 分         | 敗         | 得         | 失         | 差         | カップ戦      | 国際大会                                                  | 国際大会            | その他                                                                           | その他                          |
| -------- | -------------- | ---------- | ---------- | ---------- | ---------- | ---------- | ---------- | ---------- | ---------- | ---------- | ------------- | --------------------------------------------------------- | ------------------- | -------------------------------------------------------------------------------- | ------------------------------- |
| 1959     | TB             | 不参加     | 不参加     | 不参加     | 不参加     | 不参加     | 不参加     | 不参加     | 不参加     | 不参加     | 未設置        | —                                                         | —                   | カンピオナート・カリオカ                                                         | 優勝                            |
| 1960     | TB             | 3位        | 15         | 9          | 4          | 3          | 2          | 21         | 7          | +14        | 未設置        | —                                                         | —                   | カンピオナート・カリオカトルネイオ・リオ＝サンパウロ                             | 準優勝優勝                      |
| 1961     | TB             | 不参加     | 不参加     | 不参加     | 不参加     | 不参加     | 不参加     | 不参加     | 不参加     | 不参加     | 未設置        | —                                                         | —                   | トルネイオ・リオ＝サンパウロ                                                     | GS敗退                          |
| 1962     | TB             | 不参加     | 不参加     | 不参加     | 不参加     | 不参加     | 不参加     | 不参加     | 不参加     | 不参加     | 未設置        | —                                                         | —                   | トルネイオ・リオ＝サンパウロ                                                     | GS敗退                          |
| 1963     | TB             | 不参加     | 不参加     | 不参加     | 不参加     | 不参加     | 不参加     | 不参加     | 不参加     | 不参加     | 未設置        | —                                                         | —                   | カンピオナート・カリオカトルネイオ・リオ＝サンパウロ                             | 準優勝3位                       |
| 1964     | TB             | 不参加     | 不参加     | 不参加     | 不参加     | 不参加     | 不参加     | 不参加     | 不参加     | 不参加     | 未設置        | —                                                         | —                   | カンピオナート・カリオカトルネイオ・リオ＝サンパウロ                             | 優勝9位                         |
| 1965     | TB             | 不参加     | 不参加     | 不参加     | 不参加     | 不参加     | 不参加     | 不参加     | 不参加     | 不参加     | 未設置        | —                                                         | —                   | トルネイオ・リオ＝サンパウロトルネイオ・イニシオ                                 | 8位優勝                         |
| 1966     | TB             | 4位        | 0          | 2          | 0          | 0          | 2          | 1          | 4          | -3         | 未設置        | —                                                         | —                   | トルネイオ・リオ＝サンパウロタッサ・グアナバラ                                   | 9位優勝                         |
| 1967     | RGP            | 13位       | 11         | 14         | 4          | 3          | 7          | 21         | 29         | -8         | 未設置        | —                                                         | —                   | —                                                                                | —                               |
| 1968     | RGP            | 12位       | 13         | 16         | 6          | 1          | 9          | 19         | 23         | -4         | 未設置        | —                                                         | —                   | —                                                                                | —                               |
| 1969     | RGP            | 9位        | 15         | 16         | 5          | 5          | 6          | 20         | 21         | -1         | 未設置        | —                                                         | —                   | カンピオナート・カリオカ                                                         | 優勝                            |
| 1970     | RGP            | 1位        | 25         | 19         | 10         | 5          | 4          | 29         | 16         | +13        | 未設置        | —                                                         | —                   | カンピオナート・カリオカタッサ・グアナバラ                                       | 準優勝                          |
| 1971     | セリエA        | 16位       | 16         | 19         | 5          | 6          | 8          | 12         | 13         | -1         | 未設置        | コパ・リベルタドーレス                                    | GS敗退              | カンピオナート・カリオカ                                                         | 優勝                            |
| 1972     | セリエA        | 14位       | 29         | 28         | 9          | 11         | 8          | 23         | 22         | +1         | 未設置        | —                                                         | —                   | カンピオナート・カリオカタッサ・グアナバラ                                       | 準優勝                          |
| 1973     | セリエA        | 23位       | 27         | 28         | 9          | 9          | 10         | 25         | 25         | 0          | 未設置        | —                                                         | —                   | カンピオナート・カリオカ                                                         | 優勝                            |
| 1974     | セリエA        | 24位       | 18         | 24         | 4          | 10         | 10         | 20         | 28         | -8         | 未設置        | —                                                         | —                   | タッサ・グアナバラ                                                               | 準優勝                          |
| 1975     | セリエA        | 3位        | 48(12)     | 28         | 16         | 4          | 8          | 51         | 26         | +25        | 未設置        | —                                                         | —                   | カンピオナート・カリオカ                                                         | 優勝                            |
| 1976     | セリエA        | 4位        | 35(6)      | 22         | 11         | 7          | 4          | 34         | 19         | +15        | 未設置        | —                                                         | —                   | カンピオナート・カリオカ                                                         | 優勝                            |
| 1977     | セリエA        | 26位       | 20(2)      | 14         | 8          | 2          | 4          | 23         | 10         | +13        | 未設置        | —                                                         | —                   | —                                                                                | —                               |
| 1978     | セリエA        | 22位       | 29(1)      | 26         | 10         | 8          | 8          | 23         | 20         | +3         | 未設置        | —                                                         | —                   | タッサ・グアナバラ                                                               | 準優勝                          |
| 1979     | セリエA        | 52位       | 10         | 7          | 3          | 4          | 0          | 18         | 6          | +12        | 未設置        | —                                                         | —                   | —                                                                                | —                               |
| 1980     | セリエA        | 11位       | 20         | 18         | 6          | 8          | 4          | 30         | 22         | +8         | 未設置        | —                                                         | —                   | カンピオナート・カリオカ                                                         | 優勝                            |
| 1981     | セリエA        | 11位       | 18         | 17         | 7          | 4          | 6          | 31         | 25         | +6         | 未設置        | —                                                         | —                   | —                                                                                | —                               |
| 1982     | セリエA        | 5位        | 24         | 18         | 9          | 6          | 3          | 39         | 17         | +22        | 未設置        | —                                                         | —                   | トルネイオ・ドス・カンピオンイス                                                 | ベスト8                         |
| 1983     | セリエA        | 18位       | 15         | 14         | 6          | 3          | 5          | 19         | 12         | +7         | 未設置        | —                                                         | —                   | カンピオナート・カリオカ                                                         | 優勝                            |
| 1984     | セリエA        | 1位        | 39         | 26         | 15         | 9          | 2          | 37         | 13         | +24        | 未設置        | —                                                         | —                   | カンピオナート・カリオカタッサ・グアナバラ                                       | 優勝準優勝                      |
| 1985     | セリエA        | 17位       | 21         | 20         | 7          | 7          | 6          | 24         | 21         | +3         | 未設置        | コパ・リベルタドーレス                                    | GS敗退              | カンピオナート・カリオカ                                                         | 優勝                            |
| 1986     | セリエA        | 6位        | 38         | 30         | 16         | 6          | 8          | 33         | 19         | +14        | 未設置        | —                                                         | —                   | —                                                                                | —                               |
| 1987     | MV             | 7位        | 17         | 15         | 6          | 5          | 4          | 14         | 12         | +2         | 未設置        | —                                                         | —                   | タッサ・グアナバラ                                                               | 準優勝                          |
| 1988     | セリエA        | 3位        | 43(3)      | 27         | 11         | 9          | 7          | 29         | 21         | +8         | 未設置        | —                                                         | —                   | —                                                                                | —                               |
| 1989     | セリエA        | 15位       | 14         | 18         | 5          | 4          | 9          | 15         | 25         | -10        | 出場権なし    | —                                                         | —                   | —                                                                                | —                               |
| 1990     | セリエA        | 15位       | 15         | 19         | 5          | 5          | 9          | 19         | 24         | -5         | 出場権なし    | —                                                         | —                   | —                                                                                | —                               |
| 1991     | セリエA        | 4位        | 25         | 21         | 10         | 5          | 6          | 29         | 21         | +8         | 出場権なし    | —                                                         | —                   | カンピオナート・カリオカタッサ・グアナバラコパ・リオ                             | 準優勝優勝4位                   |
| 1992     | セリエA        | 14位       | 18         | 19         | 5          | 8          | 6          | 21         | 19         | +2         | 準優勝        | コパCONMEBOL                                              | ベスト16            | コパ・リオ                                                                       | 準優勝                          |
| 1993     | セリエA        | 28位       | 8          | 14         | 3          | 2          | 9          | 18         | 26         | -8         | 出場権なし    | コパCONMEBOL                                              | ベスト16            | カンピオナート・カリオカタッサ・グアナバラトルネイオ・リオ＝サンパウロコパ・リオ | 準優勝優勝GS敗退第2フェーズ敗退 |
| 1994     | セリエA        | 14位       | 22         | 25         | 8          | 6          | 11         | 35         | 40         | -5         | 1回戦敗退     | —                                                         | —                   | タッサ・グアナバラコパ・リオ                                                     | 準優勝                          |
| 1995     | セリエA        | 4位        | 37         | 25         | 9          | 10         | 6          | 25         | 22         | +3         | 出場権なし    | —                                                         | —                   | カンピオナート・カリオカコパ・リオ                                               | 優勝第2フェーズ敗退             |
| 1996     | セリエA        | 23位       | 22         | 23         | 6          | 4          | 13         | 26         | 50         | -24        | ベスト16      | コパCONMEBOL                                              | ベスト16            | —                                                                                | —                               |
| 1997     | セリエA        | 25位       | 22         | 25         | 4          | 10         | 11         | 26         | 41         | -15        | 1回戦敗退     | —                                                         | —                   | トルネイオ・リオ＝サンパウロ                                                     | 1回戦敗退                       |
| 1998     | セリエB        | 19位       | 11         | 10         | 2          | 5          | 3          | 12         | 12         | 0          | 1回戦敗退     | —                                                         | —                   | トルネイオ・リオ＝サンパウロコパ・リオ                                           | GS敗退優勝                      |
| 1999     | セリエC        | 1位        | 48         | 22         | 15         | 3          | 4          | 38         | 20         | +18        | ベスト32      | —                                                         | —                   | トルネイオ・リオ＝サンパウロ                                                     | GS敗退                          |
| 2000     | MA             | 9位        | 43         | 26         | 12         | 7          | 7          | 48         | 35         | +13        | ベスト8       | —                                                         | —                   | トルネイオ・リオ＝サンパウロ                                                     | GS敗退                          |
| 2001     | セリエA        | 3位        | 54         | 29         | 15         | 9          | 5          | 49         | 34         | +15        | ベスト16      | —                                                         | —                   | タッサ・グアナバラトルネイオ・リオ＝サンパウロ                                   | 準優勝4位                       |
| 2002     | セリエA        | 4位        | 46         | 29         | 14         | 4          | 11         | 49         | 51         | -2         | ベスト8       | —                                                         | —                   | カンピオナート・カリオカコパ・ドス・カンピオンイストルネイオ・リオ＝サンパウロ   | 優勝ベスト85位                  |
| 2003     | セリエA        | 19位       | 52         | 46         | 13         | 11         | 22         | 52         | 77         | -25        | ベスト16      | コパ・スダメリカーナ                                      | ベスト16            | カンピオナート・カリオカ                                                         | 準優勝                          |
| 2004     | セリエA        | 9位        | 67         | 46         | 18         | 13         | 15         | 65         | 68         | -3         | ベスト16      | —                                                         | —                   | タッサ・グアナバラ                                                               | 準優勝                          |
| 2005     | セリエA        | 5位        | 68         | 42         | 19         | 11         | 12         | 79         | 70         | +9         | 準優勝        | コパ・スダメリカーナ                                      | ベスト8             | カンピオナート・カリオカ                                                         | 優勝                            |
| 2006     | セリエA        | 15位       | 45         | 38         | 11         | 12         | 15         | 48         | 58         | -10        | ベスト4       | コパ・スダメリカーナ                                      | ベスト16            | —                                                                                | —                               |
| 2007     | セリエA        | 4位        | 61         | 38         | 16         | 13         | 9          | 57         | 39         | +18        | 優勝          | —                                                         | —                   | —                                                                                | —                               |
| 2008     | セリエA        | 14位       | 45         | 38         | 11         | 12         | 15         | 49         | 48         | +1         | 出場権なし    | リベルタドーレス                                          | 準優勝              | —                                                                                | —                               |
| 2009     | セリエA        | 16位       | 46         | 38         | 11         | 13         | 14         | 49         | 56         | -7         | ベスト8       | コパ・スダメリカーナ                                      | 準優勝              | —                                                                                | —                               |
| 2010     | セリエA        | 1位        | 71         | 38         | 20         | 11         | 7          | 62         | 36         | +26        | ベスト8       | —                                                         | —                   | —                                                                                | —                               |
| 2011     | セリエA        | 3位        | 63         | 38         | 20         | 3          | 15         | 60         | 51         | +9         | 出場権なし    | コパ・リベルタドーレス                                    | ベスト16            | カンピオナート・カリオカ                                                         | 準優勝                          |
| 2012     | セリエA        | 1位        | 77         | 38         | 22         | 11         | 5          | 61         | 33         | +28        | 出場権なし    | コパ・リベルタドーレス                                    | ベスト8             | カンピオナート・カリオカ                                                         | 優勝                            |
| 2013     | セリエA        | 15位       | 46         | 38         | 12         | 10         | 16         | 43         | 47         | -4         | ベスト16      | コパ・リベルタドーレス                                    | ベスト8             | —                                                                                | —                               |
| 2014     | セリエA        | 6位        | 61         | 38         | 17         | 10         | 11         | 61         | 42         | +19        | 予選3回戦敗退 | コパ・スダメリカーナ                                      | 2回戦敗退           | タッサ・グアナバラ                                                               | 準優勝                          |
| 2015     | セリエA        | 13位       | 47         | 38         | 14         | 5          | 19         | 40         | 49         | -9         | ベスト4       | —                                                         | —                   | —                                                                                | —                               |
| 2016     | セリエA        | 13位       | 50         | 38         | 13         | 11         | 14         | 45         | 45         | 0          | ベスト16      | —                                                         | —                   | タッサ・グアナバラプリメイラ・リーガ                                             | 準優勝優勝                      |
| 2017     | セリエA        | 14位       | 47         | 38         | 11         | 14         | 13         | 50         | 53         | -3         | ベスト16      | コパ・スダメリカーナ                                      | ベスト8             | カンピオナート・カリオカタッサ・グアナバラプリメイラ・リーガ                     | 準優勝優勝ベスト8               |
| 2018     | セリエA        | 12位       | 45         | 38         | 12         | 9          | 17         | 32         | 46         | -14        | 3回戦敗退     | コパ・スダメリカーナ                                      | ベスト4             | —                                                                                | —                               |
| 2019     | セリエA        | 14位       | 46         | 38         | 12         | 10         | 16         | 38         | 46         | -12        | ベスト16      | コパ・スダメリカーナ                                      | ベスト8             | タッサ・グアナバラ                                                               | 準優勝                          |
| 2020     | セリエA        | 5位        | 64         | 38         | 18         | 10         | 10         | 55         | 42         | +13        | 予選4回戦敗退 | コパ・スダメリカーナ                                      | 1回戦敗退           | カンピオナート・カリオカ                                                         | 準優勝                          |
| 2021     | セリエA        | 7位        | 54         | 38         | 15         | 9          | 14         | 38         | 38         | 0          | ベスト8       | コパ・リベルタドーレス                                    | ベスト8             | カンピオナート・カリオカタッサ・グアナバラ                                       | 準優勝                          |
| 2022     | セリエA        | 3位        | 70         | 38         | 21         | 7          | 10         | 63         | 41         | +22        | ベスト4       | コパ・リベルタドーレスコパ・スダメリカーナ                | 予選3回戦敗退GS敗退 | カンピオナート・カリオカ                                                         | 優勝                            |
| 2023     | セリエA        | 7位        | 56         | 38         | 16         | 8          | 14         | 51         | 47         | +4         | ベスト16      | コパ・リベルタドーレス                                    | 優勝                | カンピオナート・カリオカ                                                         | 優勝                            |
| 2024     | セリエA        | 13位       | 46         | 38         | 12         | 10         | 26         | 33         | 39         | -6         | ベスト16      | FIFAクラブW杯レコパ・スダメリカーナコパ・リベルタドーレス | 準優勝優勝ベスト8   | —                                                                                | —                               |
| 2025     | セリエA        | 位         |            |            |            |            |            |            |            |            |               | FIFAクラブW杯コパ・スダメリカーナ                         |                     |                                                                                  |                                 |

1. ↑  1994年シーズンまでは1勝につき勝ち点2、1995年シーズン以降は1勝につき勝ち点3が加算。1988年シーズンはレギュラーシーズンのみ1勝につき勝ち点3、ファイナルステージのみ勝ち点2が加算。括弧内の数字は獲得した勝ち点のうちのPE（得失点差数や引き分け後のPK戦など特定の条件で追加で与えられる勝ち点）を示す。
2. 1 2 3 4 5 6 7 8  タッサ・グアナバラ優勝を含む
3. ↑  パイサンドゥSCが出場資格のない選手を起用したことにより、フルミネンセには勝ち点2が追加で与えられた。

## 現所属メンバー
2025年1月4日現在
注：選手の国籍表記はFIFAの定めた代表資格ルールに基づく。
| No. | Pos. |              | 選手名                 |
| --- | ---- | ------------ | ---------------------- |
| 1   | GK   | ブラジル     | ファビオ ()            |
| 2   | DF   | ブラジル     | サムエル・シャビエル   |
| 3   | DF   | ブラジル     | チアゴ・シウバ ()      |
| 4   | DF   | ブラジル     | イグナシオ             |
| 5   | MF   | ウルグアイ   | ファクンド・ベルナル   |
| 7   | MF   | ブラジル     | レナト・アウグスト     |
| 8   | MF   | ブラジル     | マルティネッリ ()      |
| 9   | FW   | ブラジル     | ジョン・ケネディ       |
| 10  | MF   | ブラジル     | ガンソ                 |
| 11  | FW   | ブラジル     | ケノ                   |
| 13  | DF   | ブラジル     | フェリペ・アンドラーデ |
| 14  | FW   | アルゼンチン | ヘルマン・カノ         |
| 16  | MF   | ブラジル     | ノナト ()              |
| 18  | FW   | ブラジル     | レレ                   |
| 19  | FW   | ブラジル     | カウアン・エリアス     |
| 20  | MF   | ブラジル     | ヴィクトル・ウーゴ     |
| 21  | DF   | コロンビア   | ジョン・アリアス       |
| 23  | DF   | ブラジル     | グーガ ()              |

| No. | Pos. |              | 選手名                   |
| --- | ---- | ------------ | ------------------------ |
| 25  | DF   | ブラジル     | アントニオ・カルロス     |
| 26  | DF   | ブラジル     | マノエウ                 |
| 29  | MF   | ブラジル     | チアゴ・サントス         |
| 31  | DF   | コロンビア   | ガブリエル・フエンテス   |
| 32  | FW   | ブラジル     | イサック                 |
| 45  | MF   | ブラジル     | リマ                     |
| 50  | GK   | ブラジル     | Gustavo Ramalho          |
| 53  | DF   | ブラジル     | エスケルディーニャ       |
| 80  | MF   | ウルグアイ   | ダビド・テランス         |
| 90  | FW   | コロンビア   | ケビン・セルナ ()        |
| 98  | GK   | ブラジル     | ヴィトール・エウジス     |
| --  | GK   | ブラジル     | ペドロ・ランゲル         |
| --  | DF   | ブラジル     | Jhonny Cardinoti Pedro   |
| --  | DF   | アルゼンチン | フアン・パブロ・フレテス |
| --  | MF   | ブラジル     | グスタヴォ・アピス       |
| --  | MF   | ブラジル     | ヘルクレス               |
| --  | FW   | ウルグアイ   | ホアキン・ラベガ         |
| --  | FW   | ブラジル     | パウロ・バイヤ           |

監督
- マノ・メネーゼス

### ローン移籍
in
注：選手の国籍表記はFIFAの定めた代表資格ルールに基づく。
| No. | Pos. |          | 選手名                            |
| --- | ---- | -------- | --------------------------------- |
| 16  | MF   | ブラジル | ノナト (サントスFC)               |
| 20  | MF   | ブラジル | ヴィクトル・ウーゴ (FCカスカベル) |

| No. | Pos. |          | 選手名                            |
| --- | ---- | -------- | --------------------------------- |
| --  | FW   | ブラジル | パウロ・バイヤ (ECプリマヴェーラ) |

out
注：選手の国籍表記はFIFAの定めた代表資格ルールに基づく。
| No. | Pos. |          | 選手名                              |
| --- | ---- | -------- | ----------------------------------- |
| --  | DF   | ブラジル | ルーカス・カルガリ (FCファマリカン) |

## 歴代監督
- テレ・サンタナ 1967-1968, 1969-1970, 1989
- エヴァリスト・デ・マセド 1968
- マリオ・ザガロ 1971, 1979-1980
- カルロス・アルベルト・パレイラ 1974, 1984, 1999-2000, 2009
- パウロ・エミリオ 1975
- ジジ 1975
- ジノ・サニ 1981-1982
- エジーニョ 1991, 1993, 1998
- エドゥ 1993
- ジョエル・サンタナ 1995, 2003, 2007
- レナト・ガウショ 1996, 2002-2003, 2007-2008, 2009, 2014
- ジュリオ・セザール・レアル 1997
- バウディール・エスピノーザ 1997, 2000-2001, 2004
- ウーゴ・デ・レオン 1997
- オズワルド・オリヴェイラ 2001-2002, 2006
- リカルド・ゴメス 2004
- アベウ・ブラガ 2005, 2011-2013, 2017-2018
- ヴァンデルレイ・ルシェンブルゴ 2013
- クリストヴォン・ボルジェス 2014-2015
- レヴィー・クルピ 2016

## 歴代所属選手

### GK
- カスチーリョ 1946-1964

- ゼッチ 2000
- ファビオ 2022-

### DF
- カルロス・アウベルト 1963-1966, 1974-1977
- リカルド・ゴメス 1982-1988
- リカルド・ローシャ 1996
- ノナット 1998-1999
- ジョルジーニョ 2002
- パウロ・マデイラ 2002-2003
- マルセロ  2005-2006, 2023-2024
- チアゴ・シウバ 2006-2008, 2024-

- グスタヴォ・ネリー 2008
- ジュリアーノ・ベレッチ 2010-2011
- マルロン 2013-2016, 2023-2024
- レナート・シルバ 2015-2017
- カイオ・エンヒキ 2019
- ニノ 2019-2023

### MF
- アウタイール 1955-1971
- ジェルソン 1972-1974
- リベリーノ 1975-1978
- フリオ・セサル・ロメロ 1984-1988
- ヴァンペッタ 1995-1996, 2001-2002
- ビスマルク 2002

- ベット 2002
- デコ 2010-2013
- マヌエル・ランシニ 2011-2012
- ガンソ 2019-
- フェリペ・メロ 2022-2024

### FW
- アデミール・マルケス 1946-1947
- ジジ 1949-1956
- ワウド・マシャド 1954-1961
- レナト・ガウショ 1995-1997
- トゥーリオ・マラヴィーリャ 1999
- ファウスティーノ・アスプリージャ 2000-2001
- ロマーリオ 2002-2004
- エジムンド・カルロス 2004

- ワシントン 2008, 2010-2011
- アラン[注釈 2]2008-2010, 2023-2024
- フレッジ 2009-2016, 2020-2022
- マルコス・ジュニオール 2012-2018
- リシャルリソン 2016-2017
- ネネ 2019-2022